# Хронологія світових рекордів в естафеті 4×50 метрів комплексним плаванням
У цій статті подано хронологію світових рекордів в естафеті 4×50 метрів комплексним плаванням на короткій воді (25 м). Ці рекорди реєструє/визнає Міжнародна федерація плавання (ФІНА), яка наглядає за міжнародними змаганнями з водних видів спорту.

## Чоловіки
| # | Час     |     | Ім'я | Країна                      | Дата             | Змагання         | Місце                               | Пос.        |
| - | ------- | --- | --- | --------------------------- | ---------------- | ---------------- | ----------------------------------- | ----------- |
| 1 | 1:50.07 |     | - Кертіс Ґосс - Блейн Ніколс - Кайл Джонсон - Таннер Курц                                                    | Indiana University Hoosiers | 26 вересня 2013  | IU Fall Frenzy   | Блумінгтон, Сполучені Штати Америки | [ 1 ] [ 2 ] |
| 2 | 1:33.65 | пз  | - Нікколо Бонаккі (23.95) - Франческо ді Лечче (26.10) - П'єро Кодіа (22.68) - Лука Дотто (20.92)            | Італія                      | 12 грудня 2013   | Чемпіонат Європи | Гернінг, Данія                      | [ 3 ]       |
| 3 | 1:32.38 | '#' | - Віталій Мельников (23.72) - Олег Костін (26.18) - Микита Коновалов (21.92) - Володимир Морозов (20.56)     | Росія                       | 12 грудня 2013   | Чемпіонат Європи | Гернінг, Данія                      | [ 5 ]       |
| 4 | 1:32.83 |     | - Стефано Підзамільйо (23.74) - Francesco di Lecce (26.07) - П'єро Кодіа (22.59) - Марко Орсі (20.43)        | Італія                      | 12 грудня 2013   | Чемпіонат Європи | Гернінг, Данія                      | [ 5 ]       |
| 5 | 1:32.78 | пз  | - Станіслав Донець (23.73) - Сергій Гейбель (25.96) - Олександр Попков (22.47) - Євген Сєдов (20.62)         | Росія                       | 4 грудня 2014    | Чемпіонат світу  | Доха, Катар                         | [ 6 ] [ 7 ] |
| 6 | 1:30.51 |     | - Гільєрме Гвідо (23.42) - Феліпе Франса Сілва (25.33) - Ніколас Сантуш (21.68) - Сезар Сьєло Фільйо (20.08) | Бразилія                    | 4 грудня 2014    | Чемпіонат світу  | Доха, Катар                         | [ 8 ]       |
| 7 | 1:30.44 |     | - Климент Колесников (22.83) - Кирило Пригода (25.26) - Олександр Попков (22.11) - Володимир Морозов (20.24) | Росія                       | 17 грудня 2017   | Чемпіонат Європи | Копенгаген, Данія                   | [ 9 ]       |
| 8 | 1:30.14 |     | - Мікеле Ламберті (22.62) - Ніколо Мартіненьї (25.14) - Марко Орсі (22.17) - Лоренцо Дзадзері (20.21)        | Італія                      | 3 листопада 2021 | Чемпіонат Європи | Казань, Росія                       | [ 10 ]      |
| 9 | 1:29.72 |     | - Лоренко Мора (22.65) - Ніколо Мартіненьї (24.95) - Маттео Ріволта (21.60) - Лоренцо Дзадзері (20.52)       | Італія                      | 17 грудня 2022   | Чемпіонат світу  | Мельбурн, Австралія                 | [ 11 ]      |

## Жінки
| # | Час     |     | Ім'я | Країна                      | Дата            | Змагання         | Місце                                | Пос.        |
| - | ------- | --- | --- | --------------------------- | --------------- | ---------------- | ------------------------------------ | ----------- |
| 1 | 2:04.34 |     | - Ґрейс Паджет - Гезер Гаєс - Бейлі Прессі - Маделон Вебб                                                 | Indiana University Hoosiers | 26 вересня 2013 | IU Fall Frenzy   | Блумінгтон, Сполучені Штати Америки  | [ 1 ] [ 2 ] |
| 2 | 1:45.92 | пз  | - Міе Нільсен (27.00) - Рікке Меллер Педерсен (29.73) - Джанетт Оттесен (25.25) - Пернілле Блуме (23.94)  | Данія                       | 15 грудня 2013  | Чемпіонат Європи | Гернінг, Данія                       | [ 12 ]      |
| 3 | 1:44.67 | '#' | - Дарія Устінова (27.57) - Юлія Єфімова (28.30) - Світлана Чімрова (25.15) - Розалія Насретдінова (23.65) | Росія                       | 15 грудня 2013  | Чемпіонат Європи | Гернінг, Данія                       | [ 14 ]      |
| 4 | 1:44.81 |     | - Міе Нільсен (26.47) - Рікке Меллер Педерсен (29.73) - Джанетт Оттесен (24.59) - Пернілле Блуме (24.02)  | Данія                       | 15 грудня 2013  | Чемпіонат Європи | Гернінг, Данія                       | [ 15 ]      |
| 5 | 1:44.04 |     | - Міе Нільсен (26.39) - Рікке Меллер Педерсен (29.56) - Джанетт Оттесен (24.09) - Пернілле Блуме (24.00)  | Данія                       | 5 грудня 2014   | Чемпіонат світу  | Доха, Катар                          | [ 16 ]      |
| 6 | 1:43.27 |     | - Алі Делуф (26.12) - Ліллі Кінг (28.78) - Келсі Воррелл (24.44) - Катріна Конопка (23.93)                | США                         | 7 грудня 2016   | Чемпіонат світу  | Віндзор, Канада                      | [ 17 ]      |
| 7 | 1:42.38 |     | - Олівія Смоліга (25.97) - Кеті Мейлі (29.29) - Келсі Воррелл (24.02) - Меллорі Комерфорд (23.10)         | США                         | 12 грудня 2018  | Чемпіонат світу  | Ханчжоу, Китай                       | [ 18 ]      |
| 8 | 1:42.38 | =   | - Луїс Ганссон (25.91) - Софі Ханссон (29.07) - Сара Шестрем (23.96) - Мішель Колеман (23.44)             | Швеція                      | 17 грудня 2021  | Чемпіонат світу  | Абу-Дабі, Об'єднані Арабські Емірати | [ 19 ]      |
| 9 | 1:42.35 |     | - Моллі О'Каллаган (25.49) - Челсі Годжес (29.11) - Емма Маккеон (24.43) - Медісон Вілсон (23.32)         | Австралія                   | 17 грудня 2022  | Чемпіонат світу  | Мельбурн, Австралія                  | [ 20 ]      |

## Змішані
| #  | Час     |     | Ім'я | Країна                      | Дата             | Змагання         | Місце                               | Пос.        |
| -- | ------- | --- | --- | --------------------------- | ---------------- | ---------------- | ----------------------------------- | ----------- |
| 1  | 1:49.87 |     | - Джеймс Веллс - Коді Міллер - Ґія Далесандро - Олівія Баркер                                             | Indiana University Hoosiers | 26 вересня 2013  | IU Fall Frenzy   | Блумінгтон, Сполучені Штати Америки | [ 1 ] [ 2 ] |
| 2  | 1:47.61 |     | - Дастін Роудс (25.54) - Ендрю Марциняк (27.68) - Гейлі Ґордон (27.81) - Олівія Кабасінскі (26.58)        | Iowa University             | 28 вересня 2013  | Water Carnival   | Анн-Арбор, Сполучені Штати Америки  | [ 21 ]      |
| 3  | 1:41.70 |     | - Сергій Маков (23.98) - Андрій Гречин (26.90) - Дарія Цвєткова (25.97) - Катерина Боровикова (24.85)     | Росія                       | 12 жовтня 2013   | Кубок світу      | Москва, Росія                       | [ 22 ]      |
| 4  | 1:39.54 |     | - Жеремі Страв'юс (23.15) - Джакомо Перес Дортона (26.41) - Мелані Енік (25.45) - Анна Сантаманс (24.53)  | Франція                     | 20 жовтня 2013   | Кубок світу      | Доха, Катар                         | [ 23 ]      |
| 5  | 1:39.08 | пз  | - Боббі Герлі (23.81) - Крістіан Спренджер (26.07) - Алісія Кауттс (25.57) - Кейт Кемпбелл (23.63)        | Австралія                   | 5 листопада 2013 | Кубок світу      | Сінгапур, Сінгапур                  | [ 24 ]      |
| 6  | 1:38.02 |     | - Боббі Герлі (23.47) - Крістіан Спренджер (25.97) - Алісія Кауттс (25.35) - Кейт Кемпбелл (23.23)        | Австралія                   | 5 листопада 2013 | Кубок світу      | Сінгапур, Сінгапур                  | [ 25 ]      |
| 7  | 1:37.84 |     | - Боббі Герлі (23.46) - Крістіан Спренджер (25.91) - Алісія Кауттс (25.19) - Кейт Кемпбелл (23.28)        | Австралія                   | 9 листопада 2013 | Кубок світу      | Токіо, Японія                       | [ 26 ]      |
| 8  | 1:37.63 | '#' | - Віталій Мельников (23.70) - Юлія Єфімова (28.39) - Світлана Чімрова (25.29) - Володимир Морозов (20.25) | Росія                       | 13 грудня 2013   | Чемпіонат Європи | Гернінг, Данія                      | [ 28 ]      |
| 9  | 1:37.17 |     | - Юджин Ґодсо (22.88) - Кевін Кордес (25.40) - Клер Донаг'ю (25.28) - Сімоне Мануель (23.61)              | США                         | 21 грудня 2013   | Duel in the Pool | Глазго, Об'єднане Королівство       | [ 29 ]      |
| 10 | 1:36.40 |     | - Олівія Смоліга (25.85) - Майкл Ендрю (25.75) - Келсі Воррелл (24.71) - Кайлеб Дрессел (20.09)           | США                         | 13 грудня 2018   | Чемпіонат світу  | Ханчжоу, Китай                      | [ 30 ]      |
| 11 | 1:36.22 |     | - Климент Колесников (22.67) - Володимир Морозов (25.40) - Аріна Суркова (24.94) - Марія Камєнєва (23.21) | Росія                       | 5 грудня 2019    | Чемпіонат Європи | Глазго, Велика Британія             | [ 31 ]      |
| 12 | 1:36.18 |     | - Кіра Туссен (25.99) - Арно Каммінга (25.54) - Маайке де-Ваард (24.50) - Том Де Бур (20.15)              | Нідерланди                  | 7 листопада 2021 | Чемпіонат Європи | Казань, Росія                       | [ 32 ]      |
| 13 | 1:35.15 |     | - Раян Мерфі (22.37) - Нік Фінк (24.96) - Кейт Дуглас (24.09) - Торрі Гаск (23.73)                        | США                         | 14 грудня 2022   | Чемпіонат світу  | Мельбурн, Австралія                 | [ 33 ]      |

## Найкращі 10 за увесь час за країнами

### Чоловіки
- Актуально станом на грудень 2023[34]

| Міс. | Час     | Плавці                                                                                               | Країна    | Дата           | Місце      | Пос.   |
| ---- | ------- | --- | --------- | -------------- | ---------- | ------ |
| 1    | 1:29.72 | Лоренко Мора (22.65) Ніколо Мартіненьї (24.95) Маттео Ріволта (21.60) Леонардо Деплано (20.52)       | Італія    | 17 грудня 2022 | Мельбурн   | [ 35 ] |
| 2    | 1:30.37 | Раян Мерфі (22.61) Нік Фінк (25.24) Шейн Касас (22.13) Майкл Ендрю (20.39)                           | США       | 17 грудня 2022 | Мельбурн   | [ 35 ] |
| 3    | 1:30.44 | Климент Колесников (22.83) Кирило Пригода (25.26) Олександр Попков (22.11) Володимир Морозов (20.24) | Росія     | 17 грудня 2017 | Копенгаген |        |
| 4    | 1:30.51 | Гільєрме Гвідо (23.42) Феліпе Франса Сілва (25.33) Ніколас Сантуш (21.68) Сезар Сьєло Фільйо (20.08) | Бразилія  | 4 грудня 2014  | Доха       | [ 36 ] |
| 5    | 1:30.81 | Айзек Купер (22.66) Ґрейсон Берр (25.92) Метью Темпл (21.75) Кайл Чалмерс (20.48)                    | Австралія | 17 грудня 2022 | Мельбурн   | [ 35 ] |
| 6    | 1:31.25 | Бенжамін Стасюліс (23.41) Джакомо Перез-Дортона (25.74) Мегді Метелла (22.06) Флоран Маноду (20.04)  | Франція   | 4 грудня 2014  | Доха       | [ 36 ] |
| 7    | 1:31.28 | Кавамото Такесі (22.93) Юя Хіномото (25.64) Юя Танака (22.13) Масахіро Каване (20.58)                | Японія    | 17 грудня 2022 | Мельбурн   | [ 35 ] |
| 8    | 1:31.79 | Оле Брауншвайґ (23.09) Лукас Мацерат (25.87) Маріус Кюш (21.72) Йоша Зальхов (21.11)                 | Німеччина | 17 грудня 2022 | Мельбурн   | [ 37 ] |
| 9    | 1:32.06 | Павло Санкович (23.16) Ілля Шиманович (25.48) Євген Цуркін (22.23) Антон Латкін (21.19)              | Білорусь  | 17 грудня 2017 | Копенгаген |        |
| 10   | 1:32.10 | Річард Бохуш (23.42) Давід Хорват (26.64) Себастьян Сабо (21.77) Максим Лобановський (20.27)         | Угорщина  | 8 грудня 2019  | Глазго     |        |

### Жінки
- Актуально станом на грудень 2023[38]

| Міс. | Час     | Плавчині                                                                                                 | Країна     | Дата             | Місце    | Пос.   |
| ---- | ------- | --- | ---------- | ---------------- | -------- | ------ |
| 1    | 1:42.35 | Моллі О'Каллаган (25.49) Челсі Годжес (29.11) Емма Маккеон (24.43) Медісон Вілсон (23.32)                | Австралія  | 17 грудня 2022   | Мельбурн | [ 20 ] |
| 2    | 1:42.38 | Олівія Смоліга (25.97) Кеті Мейлі (29.29) Келсі Воррелл (24.02) Меллорі Комерфорд (23.10)                | США        | 12 грудня 2018   | Ханчжоу  |        |
| 2    | 1:42.38 | Луїс Ганссон (25.91) Софі Ханссон (29.07) Сара Шестрем (23.96) Мішель Колеман (23.44)                    | Швеція     | 17 грудня 2021   | Абу-Дабі | [ 39 ] |
| 4    | 1:42.69 | Гінкелін Схредер (26.32) Монік Нейхейс (29.16) Інґе Деккер (24.51) Раномі Кромовідьойо (22.70)           | Нідерланди | 12 грудня 2009   | Стамбул  |        |
| 5    | 1:43.56 | Кайлі Масс (25.84) Сідні Пікрем (29.69) Меґґі Мак-Ніл (24.40) Тейлор Рак (23.63)                         | Канада     | 17 грудня 2022   | Мельбурн | [ 20 ] |
| 6    | 1:43.96 | Аналія Пігре (26.49) Шарлотт Бонне (29.64) Мелані Енік (24.78) Беріль Гастальделло (23.24)               | Франція    | 17 грудня 2022   | Мельбурн | [ 20 ] |
| 7    | 1:43.97 | Костанца Кокконеллі (26.87) Бенедетта Пілато (28.75) Сільвія ді П'єтро (25.19) Джасмін Ночентіні (23.16) | Італія     | 7 грудня 2023    | Отопень  | [ 40 ] |
| 8    | 1:44.04 | Міе Нільсен (26.39) Рікке Педерсен (29.56) Джанетт Оттесен (24.09) Пернілле Блуме (24.00)                | Данія      | 5 грудня 2014    | Доха     |        |
| 9    | 1:44.19 | Марія Камєнєва (26.42) Ніка Годун (29.47) Аріна Суркова (24.49) Дарія Клепикова (23.81)                  | Росія      | 4 листопада 2021 | Казань   | [ 41 ] |
| 10   | 1:44.31 | Фу Юаньхуей (26.20) Со Жань (29.63) Ван Їчунь (24.84) У Юе (23.64)                                       | Китай      | 12 грудня 2018   | Ханчжоу  |        |

### Змішані
- Актуально станом на грудень 2023[42]

| Міс. | Час     | Плавці(чині)                                                                                         | Країна          | Дата             | Місце           | Пос.   |
| ---- | ------- | --- | --------------- | ---------------- | --------------- | ------ |
| 1    | 1:35.15 | Раян Мерфі (22.37) Нік Фінк (24.96) Кейт Дуглас (24.09) Торрі Гаск (23.73)                           | США             | 14 грудня 2022   | Мельбурн        | [ 43 ] |
| 2    | 1:36.01 | Лоренко Мора (22.59) Ніколо Мартіненьї (24.83) Сільвія ді П'єтро (24.52) Костанца Кокконеллі (24.07) | Італія          | 14 грудня 2022   | Мельбурн        | [ 43 ] |
| 3    | 1:36.11 | Климент Колесников (22.60) Кирило Пригода (25.34) Аріна Суркова (24.85) Марія Камєнєва (23.32)       | Росія           | 16 грудня 2022   | Санкт-Петербург | [ 44 ] |
| 4    | 1:36.18 | Кіра Туссен (25.99) Арно Каммінга (25.54) Маайке де-Ваард (24.50) Том Де Бур (20.15)                 | Нідерланди      | 7 листопада 2021 | Казань          | [ 45 ] |
| 5    | 1:36.93 | Кайлі Масс (25.71) Хав'єр Асеведо (25.95) Ilya Kharun (22.12) Меґґі Мак-Ніл (23.15)                  | Канада          | 14 грудня 2022   | Мельбурн        | [ 43 ] |
| 6    | 1:37.07 | Меді Гарріс (26.60) Адам Піті (25.24) Бенджамін Прауд (21.93) Анна Гопкін (23.30)                    | Велика Британія | 14 грудня 2022   | Мельбурн        | [ 43 ] |
| 7    | 1:37.14 | Мевен Томак (22.83) Флоран Маноду (25.70) Беріль Гастальделло (24.92) Шарлотт Бонне (23.69)          | Франція         | 10 грудня 2023   | Отопень         | [ 46 ] |
| 8    | 1:37.31 | Ван Ґукайлай (23.74) Ян Цзібей (25.41) Чжан Юйфей (24.54) У Цінфен (23.62)                           | Китай           | 14 грудня 2022   | Мельбурн        | [ 43 ] |
| 9    | 1:37.74 | Павло Санкович (22.89) Ілля Шиманович (25.32) Анастасія Шкурдай (25.28) Юлія Хитра (24.25)           | Білорусь        | 14 грудня 2017   | Копенгаген      | [ 47 ] |
| 10   | 1:37.83 | Крістіан Дінер (22.94) Фабіан Швінґеншлеґль (25.31) Аліена Шмідтке (25.22) Джессіка Штайґер (24.36)  | Німеччина       | 14 грудня 2017   | Копенгаген      | [ 47 ] |

## Найкращі 25 за увесь час

### Чоловіки
- Актуально станом на грудень 2023[34]

| Міс. | Час     | Плавці                                                                                                | Країна    | Дата             | Місце      | Пос.   |
| ---- | ------- | --- | --------- | ---------------- | ---------- | ------ |
| 1    | 1:29.72 | Лоренко Мора (22.65) Ніколо Мартіненьї (24.95) Маттео Ріволта (21.60) Леонардо Деплано (20.52)        | Італія    | 17 грудня 2022   | Мельбурн   | [ 35 ] |
| 2    | 1:30.14 | Мікеле Ламберті (22.62) Ніколо Мартіненьї (25.14) Марко Орсі (22.17) Лоренцо Дзадзері (20.21)         | Італія    | 2 листопада 2021 | Казань     | [ 48 ] |
| 3    | 1:30.37 | Раян Мерфі (22.61) Нік Фінк (25.24) Шейн Касас (22.13) Майкл Ендрю (20.39)                            | США       | 17 грудня 2022   | Мельбурн   | [ 35 ] |
| 4    | 1:30.44 | Климент Колесников (22.83) Кирило Пригода (25.26) Олександр Попков (22.11) Володимир Морозов (20.24)  | Росія     | 17 грудня 2017   | Копенгаген |        |
| 5    | 1:30.51 | Гільєрме Гвідо (23.42) Феліпе Франса Сілва (25.33) Ніколас Сантуш (21.68) Сезар Сьєло Фільйо (20.08)  | Бразилія  | 4 грудня 2014    | Доха       | [ 36 ] |
| 5    | 1:30.51 | Климент Колесников (22.76) Kirill Strelnikov (25.62) Андрій Мінаков (21.76) Володимир Морозов (20.37) | Росія     | 20 грудня 2021   | Абу-Дабі   | [ 49 ] |
| 5    | 1:30.51 | Шейн Касас (23.11) Нік Фінк (25.13) Том Шілдс (21.75) Раян Гелд (20.52)                               | США       | 20 грудня 2021   | Абу-Дабі   | [ 49 ] |
| 8    | 1:30.78 | Лоренко Мора (23.24) Ніколо Мартіненьї (25.30) Маттео Ріволта (21.95) Лоренцо Дзадзері (20.29)        | Італія    | 20 грудня 2021   | Абу-Дабі   | [ 49 ] |
| 8    | 1:30.78 | Лоренко Мора (22.98) Ніколо Мартіненьї (25.32) Томас Чеккон (22.05) Лоренцо Дзадзері (20.43)          | Італія    | 6 грудня 2023    | Отопень    | [ 50 ] |
| 10   | 1:30.79 | Климент Колесников (22.58) Олег Костін (25.51) Володимир Морозов (22.18) Владислав Гриньов (20.52)    | Росія     | 2 листопада 2021 | Казань     | [ 48 ] |
| 11   | 1:30.81 | Айзек Купер (22.66) Ґрейсон Берр (25.92) Метью Темпл (21.75) Кайл Чалмерс (20.48)                     | Австралія | 17 грудня 2022   | Мельбурн   | [ 35 ] |
| 12   | 1:30.90 | Раян Мерфі (22.73) Майкл Ендрю (26.16) Кайлеб Дрессел (21.70) Раян Гелд (20.31)                       | США       | 15 грудня 2018   | Ханчжоу    |        |
| 13   | 1:31.25 | Бенжамін Стасюліс (23.41) Джакомо Перез-Дортона (25.74) Мегді Метелла (22.06) Флоран Маноду (20.04)   | Франція   | 4 грудня 2014    | Доха       | [ 36 ] |
| 14   | 1:31.28 | Кавамото Такесі (22.93) Юя Хіномото (25.64) Юя Танака (22.13) Масахіро Каване (20.58)                 | Японія    | 17 грудня 2022   | Мельбурн   | [ 35 ] |
| 15   | 1:31.41 | Мевен Томак (22.96) Carl Aitkaci (26.01) Максім Груссе (21.90) Флоран Маноду (20.54)                  | Франція   | 17 грудня 2022   | Мельбурн   | [ 35 ] |
| 16   | 1:31.54 | Сімоне Саббіоні (23.40) Фабіо Скоццолі (25.51) Марко Орсі (22.23) Санто Кондореллі (20.40)            | Італія    | 15 грудня 2018   | Ханчжоу    |        |
| 17   | 1:31.71 | Сімоне Саббіоні (23.29) Фабіо Скоццолі (25.88) Маттео Ріволта (22.19) Марко Орсі (20.35)              | Італія    | 6 грудня 2015    | Нетанья    | [ 51 ] |
| 18   | 1:31.79 | Оле Брауншвайґ (23.09) Лукас Мацерат (25.87) Маріус Кюш (21.72) Йоша Зальхов (21.11)                  | Німеччина | 17 грудня 2022   | Мельбурн   | [ 37 ] |
| 19   | 1:31.80 | Станіслав Донець (22.86) Сергій Гейбель (26.16) Євген Коротишкін (22.29) Сергій Фесіков (20.49)       | Росія     | 10 грудня 2009   | Стамбул    | [ 52 ] |
| 19   | 1:31.80 | Крістіан Дінер (23.21) Фабіан Швінґеншлеґль (25.65) Маріус Кюш (21.92) Даміан Вірлінг (21.02)         | Німеччина | 15 грудня 2018   | Ханчжоу    |        |
| 21   | 1:31.83 | Юджин Ґодсо (23.11) Коді Міллер (26.04) Том Шілдс (21.99) Джош Шнайдер (20.69)                        | США       | 4 грудня 2014    | Доха       | [ 36 ] |
| 22   | 1:31.91 | Габріель Фантоні (22.84) Жоан Гомес Жуніор (25.52) Вінісіус Ланса (22.45) Габріель Сантос (21.10)     | Бразилія  | 20 грудня 2021   | Абу-Дабі   | [ 49 ] |
| 23   | 1:32.02 | Томас Руппрат (23.28) Гендрік Фельдвер (26.16) Йоганнес Дітріх (21.75) Штефан Гербст (20.83)          | Німеччина | 10 грудня 2009   | Стамбул    | [ 52 ] |
| 24   | 1:32.06 | Павло Санкович (23.16) Ілля Шиманович (25.48) Євген Цуркін (22.23) Антон Латкін (21.19)               | Білорусь  | 17 грудня 2017   | Копенгаген |        |
| 25   | 1:32.08 | Станіслав Донець (23.04) Станіслав Лахтюхов (26.63) Євген Коротишкін (22.08) Євген Лагунов (20.33)    | Росія     | 10 грудня 2009   | Стамбул    |        |

### Жінки
- Актуально станом на грудень 2023.[38]

| Міс. | Час     | Плавчині                                                                                                 | Країна/ клуб    | Дата             | Місце      | Пос.   |
| ---- | ------- | --- | --------------- | ---------------- | ---------- | ------ |
| 1    | 1:42.35 | Моллі О'Каллаган (25.49) Челсі Годжес (29.11) Емма Маккеон (24.43) Медісон Вілсон (23.32)                | Австралія       | 17 грудня 2022   | Мельбурн   | [ 53 ] |
| 2    | 1:42.38 | Олівія Смоліга (25.97) Кеті Мейлі (29.29) Келсі Воррелл (24.02) Меллорі Комерфорд (23.10)                | США             | 12 грудня 2018   | Ханчжоу    |        |
| 2    | 1:42.38 | Луїс Ганссон (25.91) Софі Ханссон (29.07) Сара Шестрем (23.96) Мішель Колеман (23.44)                    | Швеція          | 17 грудня 2021   | Абу-Дабі   | [ 39 ] |
| 4    | 1:42.41 | Клер Курзан (25.75) Ліллі Кінг (29.00) Торрі Гаск (24.94) Кейт Дуглас (22.72)                            | США             | 17 грудня 2022   | Мельбурн   | [ 53 ] |
| 5    | 1:42.43 | Луїс Ганссон (25.86) Клара Тормальм (29.34) Сара Юневік (24.06) Мішель Колеман (23.17)                   | Швеція          | 17 грудня 2022   | Мельбурн   | [ 53 ] |
| 6    | 1:42.69 | Гінкелін Схредер (26.32) Монік Нейхейс (29.16) Інґе Деккер (24.51) Раномі Кромовідьойо (22.70)           | Нідерланди      | 12 грудня 2009   | Стамбул    |        |
| 7    | 1:43.26 | Луїс Ганссон (26.47) Софі Ханссон (28.96) Сара Ювенік (24.76) Мішель Колеман (23.07)                     | Швеція          | 7 грудня 2023    | Отопень    | [ 40 ] |
| 8    | 1:43.56 | Кайлі Масс (25.84) Сідні Пікрем (29.69) Меґґі Мак-Ніл (24.40) Тейлор Рак (23.63)                         | Канада          | 17 грудня 2022   | Мельбурн   | [ 53 ] |
| 9    | 1:43.61 | Раян Вайт (плавчиня) (26.33) Лідія Джейкобі (29.62) Клер Курзан (24.56) Еббі Вейтцейл (23.10)            | США             | 17 грудня 2021   | Абу-Дабі   | [ 39 ] |
| 10   | 1:43.72 | Кіра Туссен (26.20) Тес Схаутен (29.81) Маайке де-Ваард (24.39) Марріт Стінберген (23.32)                | Нідерланди      | 17 грудня 2022   | Мельбурн   | [ 53 ] |
| 11   | 1:43.96 | Аналія Пігре (26.30) Шарлотт Бонне (29.64) Мелані Енік (24.78) Беріль Гастальделло (23.24)               | Франція         | 17 грудня 2022   | Мельбурн   | [ 53 ] |
| 12   | 1:43.97 | Костанца Кокконеллі (26.87) Бенедетта Пілато (28.75) Сільвія ді П'єтро (25.19) Джасмін Ночентіні (23.16) | Італія          | 7 грудня 2023    | Отопень    | [ 40 ] |
| 13   | 1:44.04 | Міе Нільсен (26.39) Рікке Педерсен (29.56) Джанетт Оттесен (24.09) Пернілле Блуме (24.00)                | Данія           | 5 грудня 2014    | Доха       |        |
| 14   | 1:44.16 | Кіра Туссен (26.08) Кім Буш (30.59) Маайке де-Ваард (24.51) Раномі Кромовідьойо (22.85)                  | Нідерланди      | 17 грудня 2021   | Абу-Дабі   | [ 39 ] |
| 14   | 1:44.16 | Кайлі Масс (25.92) Сідні Пікрем (29.89) Меґґі Мак-Ніл (24.85) Кайла Санчес (23.50)                       | Канада          | 17 грудня 2021   | Абу-Дабі   | [ 39 ] |
| 16   | 1:44.19 | Марія Камєнєва (26.42) Ніка Годун (29.47) Аріна Суркова (24.49) Дарія Клепикова (23.81)                  | Росія           | 4 листопада 2021 | Казань     | [ 41 ] |
| 17   | 1:44.31 | Фу Юаньхуей (26.20) Со Жань (29.63) Ван Їчунь (24.84) У Юе (23.64)                                       | Китай           | 12 грудня 2018   | Ханчжоу    |        |
| 18   | 1:44.32 | Ганна Росвалл (26.57) Емеліє Фаст (29.96) Сара Юневік (24.85) Сара Шестрем (22.94)                       | Швеція          | 4 листопада 2021 | Казань     | [ 41 ] |
| 19   | 1:44.43 | Ганна Росвалл (26.96) Софі Ханссон (29.30) Сара Шестрем (24.27) Мішель Колеман (23.90)                   | Швеція          | 17 грудня 2017   | Копенгаген |        |
| 19   | 1:44.43 | Вань Летянь (26.41) Тан Цяньтін (28.96) Юй Їтін (25.28) Чен Юйцзє (23.78)                                | Китай           | 17 грудня 2021   | Абу-Дабі   | [ 39 ] |
| 21   | 1:44.46 | Сільвія Скалія (26.59) Аріанна Кастіньліоні (29.36) Елена Ді Ліддо (24.97) Сільвія ді П'єтро (23.54)     | Італія          | 4 листопада 2021 | Казань     | [ 41 ] |
| 22   | 1:44.50 | Кетрін Беркофф (25.88) Емілі Ескобедо (30.32) Клер Курзан (24.87) Кейт Дуглас (23.43)                    | США             | 17 грудня 2021   | Абу-Дабі   | [ 54 ] |
| 23   | 1:44.51 | Марія Камєнєва (26.32) Ніка Годун (29.56) Аріна Суркова (24.63) Розалія Насретдінова (24.00)             | Росія           | 17 грудня 2021   | Абу-Дабі   | [ 39 ] |
| 24   | 1:44.67 | Дарія Устінова (27.57) Юлія Єфімова (28.30) Світлана Чімрова (25.15) Розалія Насретдінова (23.65)        | Росія           | 15 грудня 2013   | Гернінг    | [ 55 ] |
| 24   | 1:44.67 | Кетлін Доусон (26.97) Імоджен Кларк (28.66) Кіанна Макіннес (25.69) Анна Гопкін (23.35)                  | Велика Британія | 7 грудня 2023    | Отопень    | [ 40 ] |

### Змішані
- Актуально станом на грудень 2023[42]

| Міс. | Час     | Плавці(чині)                                                                                         | Країна          | Дата             | Місце           | Пос.   |
| ---- | ------- | --- | --------------- | ---------------- | --------------- | ------ |
| 1    | 1:35.15 | Раян Мерфі (22.37) Нік Фінк (24.96) Кейт Дуглас (24.09) Торрі Гаск (23.73)                           | США             | 14 грудня 2022   | Мельбурн        | [ 56 ] |
| 2    | 1:36.01 | Лоренко Мора (22.59) Ніколо Мартіненьї (24.83) Сільвія ді П'єтро (24.52) Костанца Кокконеллі (24.07) | Італія          | 14 грудня 2022   | Мельбурн        | [ 43 ] |
| 3    | 1:36.11 | Климент Колесников (22.60) Кирило Пригода (25.34) Аріна Суркова (24.85) Марія Камєнєва (23.32)       | Росія           | 16 грудня 2022   | Санкт-Петербург | [ 44 ] |
| 4    | 1:36.18 | Кіра Туссен (25.99) Арно Каммінга (25.54) Маайке де-Ваард (24.50) Том Де Бур (20.15)                 | Нідерланди      | 7 листопада 2021 | Казань          | [ 45 ] |
| 5    | 1:36.20 | Кіра Туссен (26.21) Арно Каммінга (25.40) Раномі Кромовідьойо (24.36) Том Де Бур (20.23)             | Нідерланди      | 18 грудня 2021   | Абу-Дабі        | [ 57 ] |
| 6    | 1:36.22 | Климент Колесников (22.67) Володимир Морозов (25.40) Аріна Суркова (24.94) Марія Камєнєва (23.21)    | Росія           | 5 грудня 2019    | Глазго          | [ 58 ] |
| 7    | 1:36.39 | Мікеле Ламберті (22.72) Ніколо Мартіненьї (25.13) Елена Ді Ліддо (25.09) Сільвія ді П'єтро (23.45)   | Італія          | 7 листопада 2021 | Казань          | [ 45 ] |
| 8    | 1:36.40 | Олівія Смоліга (25.85) Майкл Ендрю (25.75) Келсі Воррелл (24.74) Кайлеб Дрессел (20.09)              | США             | 13 грудня 2018   | Ханчжоу         | [ 59 ] |
| 9    | 1:36.42 | Климент Колесников (22.47) Олег Костін (25.58) Аріна Суркова (24.88) Марія Камєнєва (23.49)          | Росія           | 7 листопада 2021 | Казань          | [ 60 ] |
| 10   | 1:36.58 | Лоренко Мора (23.01) Ніколо Мартіненьї (24.87) Сільвія ді П'єтро (25.32) Джасмін Ночентіні (23.38)   | Італія          | 10 грудня 2023   | Отопень         | [ 46 ] |
| 11   | 1:36.93 | Кайлі Масс (25.71) Хав'єр Асеведо (25.95) Ilya Kharun (22.12) Меґґі Мак-Ніл (23.15)                  | Канада          | 14 грудня 2022   | Мельбурн        | [ 43 ] |
| 12   | 1:37.04 | Шейн Касас (23.16) Нік Фінк (25.82) Клер Курзан (24.85) Еббі Вейтцейл (23.21)                        | США             | 18 грудня 2021   | Абу-Дабі        | [ 57 ] |
| 13   | 1:37.07 | Меді Гарріс (26.60) Адам Піті (25.24) Бенджамін Прауд (21.93) Анна Гопкін (23.30)                    | Велика Британія | 14 грудня 2022   | Мельбурн        | [ 43 ] |
| 14   | 1:37.12 | Кіра Туссен (25.87) Арно Каммінга (25.53) Йорі Верлінден (22.48) Фемке Гемскерк (23.24)              | Нідерланди      | 5 грудня 2019    | Глазго          | [ 58 ] |
| 15   | 1:37.14 | Мевен Томак (22.83) Флоран Маноду (25.70) Беріль Гастальделло (24.92) Шарлотт Бонне (23.69)          | Франція         | 10 грудня 2023   | Отопень         | [ 46 ] |
| 16   | 1:37.26 | Етьєн Медейрос (25.83) Феліпе Франса Сілва (25.45) Ніколас Сантуш (21.81) Ларісса Олівейра (24.17)   | Італія          | 4 грудня 2014    | Доха            | [ 61 ] |
| 17   | 1:37.29 | Лоренко Мора (23.28) Ніколо Мартіненьї (25.60) Елена Ді Ліддо (24.91) Сільвія ді П'єтро (23.50)      | Італія          | 18 грудня 2021   | Абу-Дабі        | [ 57 ] |
| 18   | 1:37.31 | Ван Ґукайлай (23.74) Ян Цзібей (25.41) Чжан Юйфей (24.54) У Цінфен (23.62)                           | Китай           | 14 грудня 2022   | Мельбурн        | [ 43 ] |
| 19   | 1:37.44 | Pavel Samusenko (22.95) Kirill Strelnikov (26.02) Аріна Суркова (25.14) Марія Камєнєва (23.33)       | Росія           | 18 грудня 2021   | Абу-Дабі        | [ 57 ] |
| 20   | 1:37.46 | Кріс Вокер-Гебборн (23.42) Адам Піті (25.89) Шівон-Марі О'Коннор (25.10) Франческа Голсолл (23.05)   | Велика Британія | 4 грудня 2014    | Доха            | [ 61 ] |
| 21   | 1:37.63 | Віталій Мельников (23.70) Юлія Єфімова (28.39) Світлана Чімрова (25.29) Володимир Морозов (20.25)    | Росія           | 13 грудня 2013   | Гернінг         |        |
| 22   | 1:37.71 | Кіра Туссен (26.13) Арно Каммінга (26.03) Йорі Верлінден (22.46) Раномі Кромовідьойо (23.09)         | Нідерланди      | 14 грудня 2017   | Копенгаген      | [ 47 ] |
| 23   | 1:37.74 | Павло Санкович (22.89) Ілля Шиманович (25.32) Анастасія Шкурдай (25.28) Юлія Хитра (24.25)           | Білорусь        | 14 грудня 2017   | Копенгаген      | [ 47 ] |
| 23   | 1:37.74 | Шейн Касас (23.15) Нік Фінк (25.70) Кейт Дуглас (24.60) Кетрін Беркофф (24.29)                       | США             | 18 грудня 2021   | Абу-Дабі        | [ 62 ] |
| 25   | 1:37.75 | Жеремі Страв'юс (22.94) Тео Бусьєр (26.25) Мелані Енік (25.39) Шарлотт Бонне (23.17)                 | Франція         | 14 грудня 2017   | Копенгаген      | [ 47 ] |